# Sông Đắk Tul
Sông Đắk Tul (tên khác: Sông Đắk Tui) là một con sông đổ ra Sông Đắk Ki Na. Sông có chiều dài 16 km và diện tích lưu vực là 21 km². Sông Đắk Tul chảy qua các tỉnh Đắk Nông, Đắk Lắk.